# タイラー・レイク -命の奪還-
『タイラー・レイク -命の奪還-』（タイラー・レイク -いのちのだっかん-、原題：Extraction）は、2020年に配信されたアメリカ合衆国のアクション映画。
クリス・ヘムズワース主演、ルッソ兄弟製作。監督はスタント・コーディネイター出身のサム・ハーグレイブ。ジョー・ルッソがストーリーを手がけたグラフィック・ノベル『Ciudad』を原作としている。Netflixにより全世界独占配信され、１週間で9000万以上の視聴世帯数を記録。Netflixにおける1か月の視聴世帯数史上最高記録を、わずか1週間で塗り替えた。

## ストーリー
バングラデシュのダッカで麻薬王アミール・アシフはインドの麻薬王オヴィ・マハジャンの同名の息子であるオヴィを誘拐させる。裏社会の傭兵であるタイラー・レイクは、傭兵仲間のニック・カーンによって、父親の依頼でオヴィを救出するチームに誘われ、救出は難なく成功する。だが収監中の父親はチームに礼金を支払えず、オヴィの父親の手下のサジュはオヴィを奪還しようとしてチームを全滅させ、さらにレイクを襲うが失敗する。アミールは手中にある軍と警察を使いダッカを封鎖する。
タイラーとオヴィは、アミールの手下になった少年ファラドとその仲間に襲われる。タイラーは少年を捨てて逃げるべきだと言うニックに従わず、旧友のギャスパーに保護されてかくまわれる。だがギャスパーはアミールと通じており、オヴィを殺そうとしてタイラーと戦い、オヴィに射殺される。タイラーはサジュに連絡を取り、協力しあってダッカからオヴィを逃そうとする。タイラーの援護の下、ニックのチームが迎えに来る橋にサジュとオヴィが向かう。サジュはアミールの手下である大佐に殺されるが、ニックが大佐を殺す。オヴィとニックはインドのムンバイに逃げる。タイラーはファラドに首を撃たれて橋から川に転落する。
8ヶ月後、ニックはアミールを暗殺する。学校に通うオヴィはタイラーと思われる外国人の姿を見かける。

## 登場人物 / キャスト
※括弧内は日本語吹替。
タイラー・レイク
演 - クリス・ヘムズワース（三宅健太）
元オーストラリアSAS連隊の傭兵。
オヴィ・マハジャン
演 - ルドラクシャ・ジェイスワル（石橋陽彩）
インドの麻薬王の息子。
ニック・カーン
演 - ゴルシフテ・ファラハニ（樋口あかり）
傭兵のリーダー。
サジュ
演  - ランディープ・フーダー（茶花健太）
オヴィの父親の手下。元特殊部隊員。
ギャスパー
演 -  デヴィッド・ハーバー（山野井仁）
タイラーの旧友で元傭兵。
オヴィ・マハジャン・シニア
演 -  パンカジ・トリパーティー
インドの麻薬王。
G
演  - サム・ハーグレイブ
サムの傭兵仲間。
アミール・アシフ
演 - Priyanshu Painyuli
バングラデシュの麻薬王。
大佐
演 - Shataf Figar
バングラデシュの警察部隊指揮官。アミールの手下。
ファラド
演 - Suraj Rikame
アミールの手下の少年。
その他の日本語吹き替え‐西田光貫/飯川瑠夏/酒本信行/山口協佳/平野潤也/山村響/俊藤光利/山本満太/並木愛枝/樋山雄作/本多新也/山田寛人/内田伸一郎/細貝光司/石井伸一/熊谷俊輝/豊田茂

## 製作
2018年サム・ハーグレイヴが Dhakaというワーキングタイトルで映画を制作することがアナウンスされた。 その後、クリス・ヘムズワース主演が決定し、2018年11月に残りのキャストが発表された。
撮影は2018年11月にインドのアフマダーバードとムンバイで始まった。その後、 タイのラーチャブリー県で撮影が行われた。同時期に、舞台となるダッカの遠景ショットも行われた。2019年3月で撮影は終了したが、同年10月にインドのアフマダーバードとムンバイで再撮影が行われた。

## 評価
本作に対する批評家からの評価は平凡なものに留まっている。映画批評集積サイトのRotten Tomatoesには169件のレビューがあり、批評家支持率は68%、平均点は10点満点で6.1点となっている。サイト側による批評家の見解の要約は「『タイラー・レイク -命の奪還-』は華麗なスタントシーンやクリス・ヘムズワースの見事な演技にもかかわらず、中身のない暴力によって本作を欠点から救い出す事が出来ていない」となっている。また、Metacriticには34件のレビューがあり、加重平均値は56/100となっている。

## スピンオフ
2025年2月、Netflixにて全8話で構成されるドラマ作品が制作されることが発表された。主演はオマール・シーを迎え、『タイラー・レイク』の緊迫感あふれる世界を舞台に傭兵（オマール）がリビアで危険な人質救出ミッションに挑むアクションスリラーとされている。脚本・製作総指揮・ショーランナーはグレン・マザラが務める。映画の製作を務めたルッソ兄弟も製作総指揮に加わっている。